# Stelline (pasta)
Le stelline o stelle sono un tipo di pasta di formato minuto di tipo industriale. Di diversi formati, preparata sia come pasta all'uovo che come pasta di semola di grano duro, le stelline prendono il nome dalla loro caratteristica forma a stella e presentano un foro al centro.
Vengono menzionate in molti vocabolari ottocenteschi tra cui il Vocabolario domestico italiano per ordine di materie (1869) di Emmanuele Rocco, e sono oggi famose in tutto il mondo.
Oltre a essere spesso impiegate nella preparazione di piatti in brodo e pietanze per i bambini (una caratteristica che le accomuna agli altri tipi di pastina), le stelline sono considerate un valido ingrediente per preparare alcune insalate.